# Maravillas, Guadalupe Victoria
Maravillas är en ort i Mexiko.   Den ligger i kommunen Guadalupe Victoria och delstaten Puebla, i den sydöstra delen av landet, 190 km öster om huvudstaden Mexico City. Maravillas ligger 2 484 meter över havet och antalet invånare är 870.
Terrängen runt Maravillas är kuperad åt sydost, men åt nordväst är den platt. Runt Maravillas är det ganska tätbefolkat, med 60 invånare per kvadratkilometer. Närmaste större samhälle är Guadalupe Victoria, 6,6 km sydväst om Maravillas. Trakten runt Maravillas består till största delen av jordbruksmark.